# Corrupción en Turkmenistán

Bandera de Turkmenistán.

La Corrupción en Turkmenistán es considerada por muchas fuentes independientes como un grave problema. El país está cerca del fondo de varios índices anuales que miden la corrupción, incluyendo el Índice de Libertad Económica de The Wall Street Journal. El Índice de Percepción de la Corrupción 2017 de Transparency International ubica al país en el puesto 167 entre 180 países.
Según una declaración de agosto de 2015 de la Embajada de Estados Unidos en Turkmenistán, la corrupción está «muy extendida tanto en el sector público como en el privado» en el país. «No hay consorcios ni organizaciones que establezcan normas, aparte de las Normas del Estado de Turkmenistán y el organismo de concesión de licencias. No existe un órgano independiente para la presentación de quejas. Los requisitos de declaración de la situación financiera no son transparentes ni coherentes con las normas internacionales. Las empresas gubernamentales no están obligadas a hacer públicos los estados financieros, ni siquiera a los socios extranjeros. Las auditorías financieras a menudo son realizadas por auditores locales, no por empresas reconocidas internacionalmente».
El gobierno de Turkmenistán, afirma la embajada estadounidense, «controla estrictamente los flujos de divisas, y la conversión de las cantidades excesivas de la moneda local, el manat, sigue siendo problemática..... Si bien Turkmenistán ha emprendido algunas iniciativas para mejorar la protección de los derechos de propiedad intelectual, como la creación del Organismo Estatal de Propiedad Intelectual y la firma de algunos convenios de la OMPI (Organización Mundial de la Propiedad Intelectual), no ha adoptado procedimientos administrativos y civiles amplios para mejorar la observancia de los derechos de propiedad intelectual». Además, «el sistema regulatorio del país no se implementa de manera transparente y el gobierno tiene influencia sobre los procesos de toma de decisiones de los tribunales». Debido a estos y otros problemas, Turkmenistán ha atraído pocas inversiones de empresas estadounidenses.

## Antecedentes
Todos los países que alguna vez formaron parte de la URSS enfrentan desafíos especiales en materia de corrupción. Según el Proyecto de Seguridad de los Estados Unidos, la corrupción es el principal factor que impide que estas naciones se desarrollen según las «líneas liberal-democráticas». La corrupción impide que muchos ciudadanos de estos países persigan el desarrollo económico y el crecimiento de sus naciones, al tiempo que inhibe la inversión extranjera.
Turkmenistán forma parte de la región de Asia Central, un área de las antiguas repúblicas soviéticas en la que los niveles de corrupción son inusualmente altos incluso para los estados postsoviéticos. Según la Iniciativa Regional Anticorrupción, Turkmenistán «se encuentra en un semillero virtual de Estados corruptos».
Asia Central tiene la corrupción percibida más alta de todas las regiones postsoviéticas. De lo mejor a lo peor, estas regiones son: el Báltico, el Cáucaso, Europa Oriental, Rusia y Asia Central. El nivel de corrupción percibida parece aumentar a medida que se viaja de oeste a este, «con la mayor desviación de que el Cáucaso es percibido como menos corrupto que Europa Oriental».
De acuerdo con el Índice de Percepción de la Corrupción 2014, Estonia está considerado el Estado postsoviético menos corrupto y Turkmenistán el más corrupto. Dos países de Asia Central, Turkmenistán y Uzbekistán, fueron apodados «Lo peor de lo peor» por Freedom House en 2015. Únicamente otros siete países de todo el mundo entraron en esa categoría.
«La corrupción en Asia Central postsoviética es algo muy familiar para la gente que vive en la región», afirma una fuente. «Sin soborno, uno está destinado a ver su caso retrasado por mucho tiempo, a menudo más allá de los límites de tiempo definidos por las leyes». Otra fuente afirma que en Asia Central, «se puede comprar de todo, no únicamente productos estándar en muchos supermercados recientemente abiertos, sino también documentos civiles únicos, diplomas universitarios, certificaciones, tanques, aviones de combate y otras cosas útiles». La fuente describe la corrupción como «generalizada», afirmando que los empleados del gobierno «dependen de 'poco dinero' adicional debido a sus bajos ingresos mensuales», mientras que «los rectores de las universidades supervisan la venta de diplomas y exámenes de ingreso, ya que es la única fuente de financiación de la escuela».
En los niveles más bajos de la sociedad centroasiática, «la corrupción es una forma de vida, y cuanto más alto se llega, más grande se vuelve el robo. Lamentablemente, parece que la corrupción trata de monopolizar el mecanismo de la competencia en el mercado y sus formas se vuelven más sofisticadas....Las reformas de mercado mal diseñadas e inadecuadamente implementadas fomentan la corrupción». Una fuente resume la situación de la siguiente manera: «Ya sea la solicitud de un nuevo pasaporte, o el registro en un nuevo lugar de vida, o incluso la búsqueda de una guardería para su hijo, el soborno es la manera más fácil de hacerlo todo más rápido y sin problemas».
«El alto nivel de corrupción en los Estados de Asia Central», explica una fuente, «puede atribuirse a los bajos salarios de los funcionarios públicos, las numerosas oportunidades de corrupción durante la última década, las raíces históricas y la falta de voluntad política para aplicar medidas anticorrupción». Dos «puntos positivos» son que la «corrupción percibida de Asia Central está disminuyendo con el tiempo y sus niveles de flujos financieros ilícitos (IFFs) han sido bastante bajos». Sin embargo, a medida que la región continúe experimentando crecimiento económico, sin normas de rendición de cuentas, las élites tendrán acceso al enriquecimiento ilícito de las industrias de recursos naturales en expansión.
Según un informe de enero de 2014 del Tribunal de Cuentas Europeo. (TCE), «la corrupción local y la falta de cooperación de los gobiernos» son «los principales factores que impulsan el fracaso de la ayuda al desarrollo de la UE en Asia Central». El tribunal criticó la forma en que «el Servicio de Acción Exterior (SEAE) de la Comisión Europea gestionó la ayuda al desarrollo en los países de Asia Central entre 2007 y 2012». En el informe del TCE se afirma que el SEAE «prestó asistencia a un mayor número de sectores de los que son coherentes con las mejores prácticas».
En un artículo de septiembre de 2015, Matthew Crosston sugirió que la corrupción «es posiblemente más importante en regiones del mundo que actualmente están experimentando de una forma u otra la transición democrática y la entrada en la economía de mercado global», como las naciones costeras del Caspio.
Turkmenistán ha tenido sistemáticamente las peores estadísticas de corrupción de la región. El país es «altamente corrupto y vulnerable a la bufonada....El mal uso de los ingresos del Estado ha alejado a muchos inversores y ha conducido a altos niveles de corrupción». Mientras que la región «promedia únicamente el 13% en términos de control gubernamental de la corrupción», la puntuación de Turkmenistán es del 2%; mientras que la puntuación media de la región para el Estado de Derecho es del 25%, la de Turkmenistán es del 4%; mientras que la región obtiene una puntuación media del 13% para la «Voz y la Rendición de Cuentas», Turkmenistán obtiene una puntuación de lo que un sitio web califica de «ridículo» del 1%.
Una fuente compara a Turkmenistán con su vecino Kazajistán. La corrupción es galopante en ambos países, pero mientras Kazajistán tiene «un sector privado libre y una clase media emergente que crea puestos de trabajo», Turkmenistán tiene una economía estancada en la que la «única fuente tangible de empleo es un acuerdo sobre el gas con China». Además, mientras que los medios de comunicación kazajos y uzbekos informan sobre la corrupción de los gobernantes de esos países, en Turkmenistán la familia del Presidente y sus actividades comerciales, corruptas o no, se mantienen «fuera del foco de la atención pública». Otra fuente afirma que cuando se trata de corrupción, «tanto Uzbekistán como Turkmenistán empeoran año tras año».
Turkmenistán fue nombrado por el vicepresidente Johannes Linn del Banco Mundial en el año 2000, como «la única ex república soviética donde los préstamos han sido suspendidos debido a acusaciones de corrupción». A cinco empresas occidentales se les «prohibió trabajar en cualquier proyecto del Banco Mundial» en Turkmenistán debido a «presuntos fraudes y corrupción, incluyendo pagos de sobornos a las autoridades turcomanas en un intento de obtener contratos para proyectos financiados por el Banco».

## Gobierno

### El poder del Presidente
Turkmenistán es mayormente considerado como uno de los regímenes más represivos del mundo. Tanto su primer presidente, Saparmurat Niyazov, que murió en 2006, como su sucesor, Gurbanguly Berdimuhamedow, han ejercido el poder absoluto. El parlamento es un sello de goma, el régimen está repleto de familiares de Berdimuhamedow, la mayoría de los opositores están en el extranjero, y la mayoría de los que no están en el extranjero están en prisión. Es el propio Berdimuhamedow quien selecciona a las empresas extranjeras para los grandes contratos. «La mayor parte de la inversión extranjera», dijo una fuente, «se rige por decretos presidenciales específicos para cada proyecto, que pueden otorgar privilegios que no están previstos en la legislación».
Berdimuhamedow «tiene una autoridad incuestionable sobre todas las decisiones y, por lo tanto, tiene la capacidad de canalizar dinero para financiar lujosos desarrollos urbanos y grandes estilos de vida personales». Sus sobrinos, en particular el hijo de su hermana Anabat, también son, según se informa, importantes actores en el sector empresarial. De hecho, un informe de Reuters de octubre de 2011, citando a WikiLeaks, describía al presidente como «un vano mentiroso acusado de corrupción a gran escala» y como «un maniático del control que personalmente firma minucias tales como rotas de trabajo para los principales médicos de la capital».
Se cree que Berdimuhamedow y sus asociados han desviado fondos del gobierno a cuentas bancarias privadas, y se cree que el difunto presidente Niyazov hizo lo mismo. Según se informa, los familiares del presidente mantienen posiciones prominentes en industrias clave. Se dice que las élites de la nación han cultivado el poder a partir de la promulgación de un sistema de patrocinio para asegurar que las personas leales asciendan en las filas. Toda la economía está controlada por un «número limitado de redes de patrocinio comandadas por Berdimuhamedow», cada una con su propia esfera de influencia. Este arreglo ha generado una «cultura de soborno, nepotismo y malversación de fondos», con la aceptación de sobornos «particularmente prevalente entre las agencias de aduanas, licencias y servicios sociales».
En 2013, Tom Mayne de Global Witness creía que Turkmenistán, bajo Berdimuhamedow, era «incluso más corrupto que bajo el liderazgo de Niyazov». Mientras que Niyazov generalmente evitaba el nepotismo y el favoritismo regional, se dice que Berdimuhamedow frecuentemente ha hecho lo contrario. La mejor manera de que las empresas extranjeras entren en el mercado turcomano, según Freedom House, es forjar «una relación personal con el presidente o, alternativamente, trabajar a través de hombres de negocios extranjeros establecidos o de altos funcionarios extranjeros». Durante los tres primeros años de Berdimuhamedow en el poder, «el precio de las introducciones» subió «entre un 10 y un 15 por ciento, muy por encima de las tasas de inflación».
El sistema turkomano le da al Presidente control total sobre los ingresos de la venta de hidrocarburos, que es la principal fuente de ingresos de la nación. El gobierno utiliza estos fondos «para financiar servicios de seguridad omnipresentes y proyectos de construcción de lujos, así como para asegurar el apoyo de las redes de patrocinio»  Freedom House describe a Berdimuhamedow como el presidente de un sistema que le permite apropiarse legalmente de los beneficios del petróleo y asignarlos para uso personal o activos físicos para el estado.
Un informe de 2009 citaba a un diplomático estadounidense que afirmaba que las empresas de energía eléctrica son conocidas por presentar «pequeños obsequios» a los funcionarios para concertar citas con Berdimuhamedow y otras figuras de alto nivel. El mismo diplomático sostuvo que Itera, una compañía de gas rusa, le regaló al presidente un yate Galkenysh de 60 millones de dólares, para «acelerar la conclusión» de un contrato de gas en el Mar Caspio. Durante los primeros tres años de Berdimuhamedow en el poder, «el precio de las introducciones ha subido entre un 10 y un 15 por ciento, muy por encima de las tasas de inflación».

### Preferencias tribales
El difunto presidente Saparmurad Niyazov «reintrodujo la ascendencia genealógica como criterio para el empleo en el sector público», argumentando que el país debería tener en cuenta «la experiencia de nuestros antepasados, que eligieron a sus líderes, comandantes militares y jueces entre los compatriotas más dignos con altos estándares morales».

### Elecciones
Las elecciones están arregladas de antemano. Aunque se dijo que las elecciones parlamentarias de diciembre de 2013 fueron las primeras elecciones multipartidistas de Turkmenistán, fueron «fundamentalmente no competitivas, ya que todos los candidatos eran progubernamentales y previamente examinados por los líderes del gobierno». En 2016, Berdimuhamedow fue reelegido para su segundo mandato con el 97% de los votos.

### Falta de transparencia
«Para tratar de ocultar la corrupción», que es rampante en Turkmenistán, afirma una fuente, «el Estado no publica informes sobre cifras económicas ni sobre el presupuesto nacional». Freedom House afirma que hay «una notable falta de transparencia» en Turkmenistán «con respecto a las cifras económicas, incluidos los ingresos, gastos y cuentas extra presupuestarias del gobierno».  El presupuesto nacional «no se publica en su totalidad, y las cifras que se hacen públicas a menudo son incorrectas, ya que han sido alteradas para dar una falsa impresión de crecimiento económico». Según un informe de la Embajada de los Estados Unidos, Turkmenistán no cuenta con mecanismos para hacer cumplir la transparencia o la rendición de cuentas entre las empresas estatales.

### Corrupción en los niveles inferiores
Además de la corrupción de altos funcionarios del gobierno que aceptan sobornos masivos a cambio de la adjudicación de contratos a empresas extranjeras, Turkmenistán está plagada de «corrupción doméstica», lo que significa que las necesidades cotidianas, como la educación y la medicina, requieren sobornos. El soborno es tan común que los ciudadanos son generalmente ajenos a su presencia o importancia. El soborno es tan generalizado en Turkmenistán, según un cable diplomático estadounidense de 2010, que «el público espera pagar sobornos durante casi cualquier interacción con el gobierno». El cable, publicado por Wikileaks, enumera los costos de un soborno por delitos de tránsito: pasar un semáforo en rojo, $50; conducir ebrio $150-220; las multas por exceso de velocidad se olvidan por únicamente $5-30.
Los ciudadanos turcomanos tienen que pagar sobornos para entrar en los hospitales, para llevar a sus hijos a escuelas y universidades «más prestigiosas», para registrar falsos precios de venta más bajos al registrar la compra de una propiedad, para obtener licencias para las empresas. «Casi el 70% de los permisos de conducir se compraron por el precio de 50 a 70 dólares». Los empresarios dicen que «sus altos costos se deben a los pagos que tienen que hacer a los funcionarios del gobierno por sanciones, préstamos bancarios y permisos». Además, «el papel paternalista del gobierno en la organización y subsidio de las industrias preferidas conduce a un beneficio social directo y crea vías para la búsqueda de rentas y la aceptación de sobornos. Los privilegios se distribuyen en forma de legislación sobre intereses especiales, protección arancelaria y apoyo a los precios. El clientelismo resultante permite que el estado sea capturado por un grupo de interés privado».
Bajo Berdimuhamedow, se dice que este tipo de corrupción de bajo nivel está aún más extendida que bajo Niyazov, porque cuando Niyazov estaba al mando, según Michael Laubsch del Grupo de Transición Euroasiático, las instituciones soviéticas permanecían en su lugar, dejando poco espacio para este tipo de actividad. Sin embargo, con la privatización, surgen más oportunidades para que los funcionarios aprovechen las ventajas.

## Corrupción en los negocios

### Inversiones extranjeras
En Turkmenistán, según la Embajada de Estados Unidos en el país, desarrollar una relación con el gobierno es una necesidad para hacer negocios. Las empresas estadounidenses identifican la corrupción predominante, en particular la búsqueda de rentas como la mayor barrera para la inversión en Turkmenistán. El régimen turcomano, afirma la Embajada de Estados Unidos, es muy selectivo a la hora de elegir socios de inversión, lo que hace casi imposible hacer negocios con éxito sin una conexión en el gobierno. Tom Mayne, de Global Witness, advierte que las empresas extranjeras que deciden hacer negocios en Turkmenistán deben darse cuenta de que están «haciendo negocios con un gobierno irracional propenso a los cambios de humor» y que cuando se finaliza un contrato, el gobierno turcomano «puede instarles a que trabajen en cooperación con socios desconocidos y poco fiables, ya que es beneficioso para las autoridades por alguna razón». Además, estas empresas extranjeras se pueden verse obligadas a realizar actividades que violen la «legislación estadounidense o británica de lucha contra la corrupción».
La privatización en el país ha estado en gran medida oculta, y los procesos de licitación de los contratos públicos a menudo se llevan a cabo a puerta cerrada. Además, se dice que para tener acceso al proceso de licitación, uno debe primero recibir la aprobación de una agencia estatal. Otro factor importante es que toda la tierra en el país está bajo la propiedad del gobierno. Ninguna empresa, nacional o extranjera, puede recibir arrendamientos a largo plazo para el uso no agrícola de la tierra. El presidente mantiene el poder supremo de otorgar licencias para fines no agrícolas. Aunque el gobierno turcomano ha intentado «introducir un elemento de competencia para los contratos estatales anunciando licitaciones internacionales para algunos proyectos», los contratos se siguen adjudicando a menudo por motivos políticos, no económicos, y el proceso «a menudo está mal gestionado y no es transparente». Los cables diplomáticos de Estados Unidos hechos públicos por Wikileaks calificaron a la industria de la construcción como la más corrupta de la nación, destacando que los contratistas inflan regularmente los precios hasta en un 30 por ciento para pagar sobornos. Al parecer, los contratistas extranjeros efectúan regularmente pagos ilícitos a funcionarios turcomanos.

### Cargos del Deutsche Bank
Un informe de marzo de 2009 de Global Witness criticó al Deutsche Bank por permitir que el expresidente Saparmurat Niyazov desviara miles de millones de fondos públicos a una cuenta bancaria personal. Niyazov fue acusado de haber acumulado hasta 3.000 millones de dólares en ingresos energéticos estatales desde 1995 hasta su muerte en 2006. El informe también afirma que «Turkmenistán es el único país con el que Global Witness se ha encontrado en el que ninguna de las riquezas de los recursos naturales parece estar entrando en el presupuesto del gobierno». El Deutsche Bank se negó a comentar si otros miembros de la familia o funcionarios del gobierno también tenían cuentas.

### Caso Daimler
En abril de 2010, las filiales alemana y rusa de Daimler, que fabrica los automóviles Mercedes-Benz y Smart, acordaron declararse culpables de cargos criminales y pagar al Departamento de Justicia de Estados Unidos una multa de 185 millones de dólares a cambio de la desestimación de una demanda contra Daimler por violar las normas de «comercio justo». Mientras tanto, la empresa matriz y su división china acordaron «suspender el procesamiento por dos años, siempre y cuando cumplan con ciertas condiciones». Daimler había sido acusado de «sobornar a funcionarios extranjeros en al menos 22 países... entre 1998 y 2008, según los documentos judiciales publicados». Entre esos países figuraba Turkmenistán. Daimler y su distribuidor habían intentado entrar en el mercado turcomano en 2000 presentando un coche blindado de 300.000 euros a «un alto funcionario turcomano» y organizando la publicación de 10.000 ejemplares en alemán de la «guía casi espiritual para la nación» del Presidente Niyazov, El Ruhnama (Libro del Alma).

## Lucha contra la corrupción
La Embajada de los Estados Unidos ha señalado que Turkmenistán no tiene «ninguna organización independiente que vigile la corrupción...». El Ministerio del Interior, el Ministerio de Seguridad Nacional y la Fiscalía General son técnicamente responsables de la lucha contra la corrupción, y Berdimuhamedow ha dicho que no tolerará la corrupción. Sin embargo, en general se considera que estas garantías están vacías. En noviembre de 2000, según una fuente, «funcionarios de la Fiscalía General de Turkmenistán, del Parlamento, de varios ministerios gubernamentales, del Servicio de Impuestos y de los organismos encargados de hacer cumplir la ley participaron en un taller de dos días de duración centrado en la aplicación de la Convención de las Naciones Unidas contra la Corrupción, el Centro de la OSCE en Asgabat organizó el curso práctico con la Oficina de las Naciones Unidas contra la Droga y el Delito (ONUDD), la Oficina del Coordinador de las Actividades Económicas y Medioambientales de la OSCE y el Ministerio de Relaciones Exteriores de Turkmenistán para ayudar a Turkmenistán a elaborar su marco jurídico de lucha contra la corrupción. Los participantes externos examinaron las principales disposiciones de la Convención y las experiencias de ejecución de programas de lucha contra la corrupción en Kazajistán, Letonia, Rusia y Uzbekistán. Representantes de la OCDE y de la OSCE también presentaron las actividades de sus organizaciones en el ámbito de la lucha contra la corrupción».
En marzo de 2005, Turkmenistán adoptó la Convención de las Naciones Unidas contra la Corrupción. Sin embargo, no es miembro de la Convención de la OCDE sobre la lucha contra el soborno de funcionarios públicos extranjeros en las transacciones comerciales internacionales. En enero de 2010, Turkmenistán estableció una Dependencia de Inteligencia Financiera dependiente del Ministerio de Finanzas, supuestamente para intensificar los esfuerzos en la lucha contra el blanqueo de dinero y la financiación del terrorismo. El 1 de enero de 2012, los bancos de Turkmenistán cambiaron a las Normas Internacionales de Información Financiera (NIIF). Las agencias gubernamentales del país hicieron la transición a las Normas Nacionales de Información Financiera (NFRS) en enero de 2014.
En octubre de 2012, Berdimuhamedow «anunció que Turkmenistán se uniría al Grupo Egmont, una organización internacional especializada en el intercambio de mejores prácticas sobre ALD/CFT. La adhesión de Turkmenistán, dijo, demostraría a la comunidad internacional su compromiso con la lucha contra el blanqueo de dinero y la financiación del terrorismo».  Sin embargo, en agosto de 2015, Turkmenistán aún no se había incorporado al Grupo Egmont.
En marzo de 2014, el parlamento turcomano aprobó una ley anticorrupción que estableció «un marco legal e institucional para ayudar a identificar los casos de corrupción». En virtud de esta ley, se prohibió por primera vez a determinadas categorías de funcionarios públicos «ejercer una actividad empresarial, abrir cuentas en bancos extranjeros, aceptar obsequios, contrarios al orden establecido, recibir títulos honoríficos y especiales, premios y otras insignias de Estados extranjeros, organizaciones internacionales y partidos políticos». Los funcionarios públicos también deben proporcionar información sobre sus ingresos, gastos y bienes, así como sobre los ingresos, gastos y bienes de sus cónyuges e hijos menores de edad. La Embajada de Estados Unidos señaló, sin embargo, que dadas las «débiles instituciones legales» del país, era «difícil ver cómo se podía hacer cumplir efectivamente esta ley». Además, aunque Turkmenistán tiene leyes anticorrupción, por lo general no se aplican. En septiembre de 2014, siete funcionarios del Gobierno y de las fuerzas del orden de Turkmenistán participaron en una visita de estudio organizada por la OSCE en Riga. El objetivo era que los visitantes «observaran cómo se implementan en la práctica los mecanismos anticorrupción y contra el lavado de dinero» en Letonia.
En una reunión de gabinete celebrada el 9 de julio de 2015, Berdimuhamedow despidió a varios altos funcionarios, entre ellos su ministro de economía y desarrollo, un vice primer ministro que supervisaba el sector económico y financiero y un vice primer ministro a cargo de la agricultura. El presidente los acusó de participar en sobornos y también dijo que «no habían evaluado el impacto de la crisis mundial en la economía de Turkmenistán». La televisión estatal informó que «80 trabajadores de los servicios bancarios, fiscales y financieros» habían sido «acusados de cometer diversos delitos" en "los últimos tiempos».